# Jacques Tarride
Pour les articles homonymes, voir Tarride.
Jacques Tarride, né à Paris (8e) le 10 mars 1903 et mort le 5 octobre 1994 à La Loupe (Eure-et-Loir), est un acteur français.

## Biographie
Jacques Tarride est le fils de l'acteur et dramaturge Abel Tarride et de la comédienne Marthe Régnier, et le frère du réalisateur Jean Tarride.
Il épouse en secondes noces Christiane Sertilange, avec qui il s'installe en 1972 à Courville-sur-Eure.

## Filmographie
- 1932 : Amour... amour... / Pour ses beaux yeux de Robert Bibal - Bob
- 1932 : Chouchou poids plume de Robert Bibal - Le marquis
- 1934 : L'Homme à l'oreille cassée de Robert Boudrioz - Léon Renaud
- 1936 : Notre-Dame-d'Amour de Pierre Caron
- 1938 : Je chante de Christian Stengel - Patron de café
- 1939 : Le Bois sacré de Léon Mathot
- 1939 : La Famille Duraton de Christian Stengel
- 1939 : L'Or du Cristobal de Jean Stelli - Le médecin
- 1939 : Rappel immédiat de Léon Mathot - Le secrétaire
- 1941 : Départ à zéro de Maurice Cloche - Malicart
- 1941 : L'Étrange Suzy de Pierre-Jean Ducis
- 1941 : Feu sacré de Maurice Cloche
- 1941 : La Troisième Dalle de Michel Dulud - Le valet de chambre
- 1941 : Une femme dans la nuit d'Edmond T. Gréville - Un comédien
- 1941 : La Belle Vie de Robert Bibal - moyen métrage -
- 1942 : L'assassin a peur la nuit de Jean Delannoy - Joseph
- 1942 : La croisée des chemins d'André Berthomieu - Julien
- 1942 : Promesse à l'inconnue d'André Berthomieu - Le bijoutier
- 1943 : Le mort ne reçoit plus de Jean Tarride - Le juge Arnaudy
- 1945 : La Route du bagne de Léon Mathot
- 1947 : Capitaine Blomet d'Andrée Feix
- 1947 : Si jeunesse savait d'André Cerf - Le professeur
- 1948 : L'Armoire volante de Carlo Rim - Le commissaire priseur
- 1948 : Tous les deux de Louis Cuny - Le vétérinaire
- 1949 : La Veuve et l'Innocent d'André Cerf - Charles
- 1949 : Fantômas contre Fantômas de Robert Vernay - Le poète
- 1949 : Au grand balcon d'Henri Decoin - Macherel
- 1949 : L'Homme explosif de Marcel Paulis - court métrage -
- 1950 : Clara de Montargis d'Henri Decoin
- 1950 : Sous le ciel de Paris de Julien Duvivier - Un journaliste
- 1950 : Souvenirs perdus de Christian-Jaque - Le secrétaire
- 1950 : Trois Télégrammes d'Henri Decoin - M. Grandjean
- 1952 : Les Deux Monsieur de Madame de Robert Bibal - L'assistant
- 1954 : Nana de Christian-Jaque - Mignon
- 1957 : Folies Bergère  / Un soir au Music-Hall d'Henri Decoin - Adjoint au maire

## Théâtre
- 1946 : L'Herbe d'erreur d'après Rémy Bordez, adaptation Jean Variot, mise en scène Jean Darcante, Théâtre de la Renaissance
- 1951 : Occupe-toi d'mon minimum de Paul Van Stalle, mise en scène Jean de Létraz, Théâtre du Palais-Royal
- 1955 : Monsieur chasse de Georges Feydeau, mise en scène Jean Darcante, Théâtre de la Renaissance
- 1960 : Le Zéro et l'infini de Sidney Kingsley, mise en scène André Villiers, Théâtre Antoine